# Catocala brunnescens
Catocala brunnescens là một loài bướm đêm trong họ Erebidae.